# Nucet (Dâmbovița)
Nucet es una comuna ubicada en el distrito de Dâmbovița, Rumania.

## Superficie
Posee una superficie de 32,62 kilómetros cuadrados.

## Demografía
Hasta 2021 la población era de 3995 habitantes, con una densidad de población de 122,5 habitantes por kilómetro cuadrado.